# Melampsoridium betulinum
Melampsoridium betulinum är en svampart som först beskrevs av Christiaan Hendrik Persoon, och fick sitt nu gällande namn av Heinrich Klebahn 1899. Melampsoridium betulinum ingår i släktet Melampsoridium och familjen Pucciniastraceae.   Inga underarter finns listade i Catalogue of Life.